# L'Arche d'or
Ne doit pas être confondu avec Ordre de l'Arche d'or.
L'Arche d'or (Strike it rich, littéralement: faire fortune) est une émission de télévision présentée par Georges Beller diffusée du 7 juillet 1988 au 7 mars 1989 sur Antenne 2.

## Historique
L'Arche d'or est adapté du format américain Strike it rich (en), créé par Richard S. Kline diffusé du 15 septembre 1966 à septembre 1987 en syndication. L'émission se base sur le format de sa version britannique Strike it lucky (en) bien que la version originale Strike it rich soit américaine.
Lancée sur la case de 19 h 30, le jeu est rétrogradé à 17 h 30 dès le 22 août 1988, puis à 11 h 55 dès le 12 septembre 1988 sur Antenne 2.